# James Hamilton, 4. Duke of Hamilton

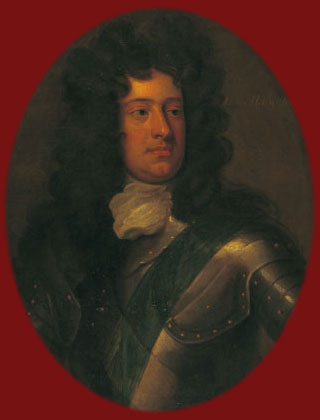
Nach Godfrey Kneller, James Hamilton, 4. Duke of Hamilton

James Hamilton, 4. Duke of Hamilton KG, KT, (* 11. November 1658 in Hamilton Palace, Lanarkshire; † 15. November 1712 in London) war ein schottisch-britischer Adliger, Politiker und General.

## Leben
Er war der älteste Sohn des William Douglas-Hamilton, Duke of Hamilton (1634–1694) und der Anne Hamilton, 3. Duchess of Hamilton (1632–1716). Als Heir apparent seiner Mutter führte er seit Geburt den Höflichkeitstitel Earl of Arran.
Er wurde von Hauslehrern erzogen, studierte an der Universität Glasgow und unternahm anschließend eine Grand Tour. Von 1679 bis 1688 hatte er das Hofamt eines Gentleman of the Bedchamber inne. Von 1683 bis 1685, sowie 1686 fungierte er als Gesandter am französischen Hof in Paris. 1685 stellte er anlässlich der Monmouth Rebellion ein Kürassier-Regiment, das 6th Regiment of Horse, auf und wurde dessen Colonel. 1687 wurde er als Knight Companion in den Distelorden aufgenommen. 1688 wurde er zum Brigadier-General befördert. Von 1688 bis 1689 hatte er das Hofamt des Master of the Great Wardrobe für König Jakob II. inne. Bei Ausbruch der Glorious Revolution eskortierte er den König nach Rochester in Kent, von wo dieser per Schiff ins Exil floh. 1689 wurde er zeitweise im Tower of London inhaftiert. 1693 wurde er zum Lieutenant-General befördert.
1698 verzichtete seine Mutter zu seinen Gunsten auf ihre Adelstitel, wodurch er 4. Duke of Hamilton und Mitglied des schottischen Parlaments wurde. Die Union zwischen England und Schottland bekämpfte er zunächst, unterstützte sie aber später. Während der Regierung von Königin Anne gehörte er zu den Hauptstützen der Partei der Stuarts in Schottland. 1708 wurde er als schottischer Representative Peer ins britische House of Lords gewählt. 1710 wurde er auf Lebenszeit zum Lord-Lieutenant von Lancashire ernannt und ins Privy Council aufgenommen. Am 10. September 1711 wurden ihm die britischen Adelstitel Duke of Brandon und Baron Dutton verliehen, mit dem besonderen Zusatz, dass diese Titel in Ermangelung eigener legitimer männlicher Nachkommen auch an seine Brüder und deren männliche Nachkommen vererbbar seien. Das House of Lords verweigerte ihm die Anerkennung seines eigentlich mit diesen Titeln verbundenen Sitzes im House of Lords, gleichwohl blieb er als schottischer Representative Peer Mitglied jenes Hauses. Im September 1712 wurde er zum Master-General of the Ordnance ernannt und im Oktober 1712 als Knight Companion in den Hosenbandorden aufgenommen.
Am 15. November 1712 kam es im Hyde Park zu einem Degenduell Lord Hamiltons mit dem für seine häufige Teilnahme an Duellen berüchtigten Charles Mohun, 4. Baron Mohun. Dabei kamen beide Duellanten ums Leben. Die Sekundanten George Macartney und John Hamilton wurden des Totschlags angeklagt, weil sie den grausamen Kampf nicht verhindert hatten. Der Schriftsteller William Makepeace Thackeray hat in seinem Roman The History of Henry Esmond diese Geschichte bearbeitet.
Im August 1712 war er zum britischen Botschafter in Paris ernannt worden, er starb aber, bevor er diese Stelle antreten konnte.

## Nachkommen
Mit einer unbekannten Dame hatte er einen unehelichen Sohn:
- Sir James Abercrombie, 1. Baronet (1680–1724), Lieutenant-Colonel der British Army und Town Major von Dünkirchen.

1687 heiratete er in erster Ehe Lady Anne Spencer (1667–1690), Tochter des Robert Spencer, 2. Earl of Sunderland. Sie gebar ihm 1689 und 1690 jeweils eine Tochter, die beide kurz nach ihrer Geburt starben. Bei der Geburt der letzteren starb auch Anne.
Nach dem Tod seiner ersten Gattin ging er eine Beziehung mit Lady Barbara FitzRoy (1672–1737), Tochter der Barbara Villiers, 1. Duchess of Cleveland, ein und hatte mit ihr uneheliche Zwillingssöhne:
- Charles Hamilton (* 1691);
- William Hamilton (1691–1754), Lieutenant-Colonel der Royal Scots Greys, ⚭ Elizabeth Campbell, Tochter des John Campbell of Mamore.

Lady Barbara Fitzroy wurde daraufhin Nonne im Kloster von Pontoise in Frankreich.
1698 heiratete er in zweiter Ehe Hon. Elizabeth Gerard (1680–1744), Tochter des Digby Gerard, 5. Baron Gerard of Gerard’s Bromley, mit der er folgende Kinder hatte:
- Lady Elizabeth Hamilton (1700–1702);
- Lady Catherine Hamilton (1701–1712);
- Lady Susan Hamilton (nach 1702–1755) ⚭ 1736 Anthony Tracy-Keck;
- James Hamilton, 5. Duke of Hamilton (1703–1743);
- Lord William Hamilton († 1734), Knight of the Shire für Lanarkshire;
- Lady Charlotte Hamilton (um 1707–1777) ⚭ 1736 Charles Edwin;
- Lord Anne Hamilton (1709–1748) ⚭ 1742 Anna Charlotte Maria Powell – seine Nachkommen beerbten die Nachkommen seines älteren Bruders als Dukes of Hamilton 1895 mit Alfred Douglas-Hamilton, 13. Duke of Hamilton.

Seine Adelstitel fielen an seinen ältesten überlebenden legitimen Sohn James als 5. Duke of Hamilton.